# Міжнародний день кіно

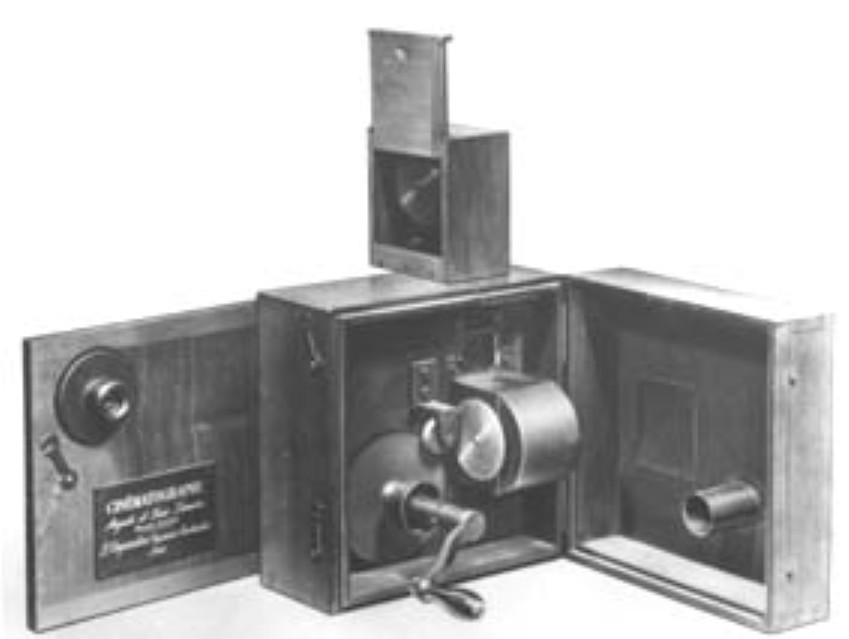
Синематограф

Міжнародний день кіно - свято кінематографістів та аматорів кіно по всьому світу. Відзначається щороку 28 грудня  .

## Історія свята

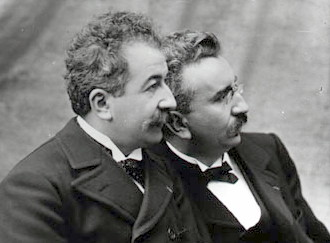
Брати Люм'єр

У 1895 році французи Луї та Огюст Люм'єр отримали патент на винайдений ними апарат «Синематограф».
22 березня того ж року на конференції, присвяченій розвитку французької фотопромисловості Брати Люм'єр презентували публіці перший фільм на великому екрані Вихід робітників із фабрики. Цей фільм відкрив знаменитий перший платний кіносеанс з десяти фільмів у Парижі в підвалі «Гран-кафе» на бульварі Капуцинок 28 грудня 1895 року. Саме ця дата і стала датою святкування «Міжнародного дня кіно».